# Haris Sozos
Haris Sozos, född 1954, är en grekisk skådespelare.

## Roller (i urval)
- (2002) - O Paradeisos Einai Prosopiki Ypothesi
- (2000) - I Piso Porta
- (2000) - Esy Ftaies TV-serie
- (1999) - Adelfes Psihes TV-serie
- (1999) - Safe Sex
- (1997) - Kare Tis Damas Tv-serie
- (1994) - To Dis Examartin TV-serie
- (1987) - 120 Decibels